# Abilio Afonso Baeta Neves
Abilio Afonso Baeta Neves (6 de dezembro de 1949)) é um sociólogo, pesquisador e professor universitário brasileiro.
Grande oficial da Ordem Nacional do Mérito Científico e membro consultor da Academia Brasileira de Ciências, Neves é professor aposentado da Universidade Federal do Rio Grande do Sul. Foi presidente da CAPES e diretor-presidente da Fundação de Amparo à Pesquisa do Rio Grande do Sul.
Foi também coordenador de Curso de Pós-Graduação em Antropologia Política e Sociologia da UFRGS.
Em 2006 recebeu o Prêmio Anísio Teixeira por sua dedicação a  "disseminação de conhecimento e à formação de doutores."